# Jan van Diepenbeek
Jan van Diepenbeek (né le 5 août 1903 à Utrecht et mort le 8 août 1981) était un footballeur néerlandais. Il fait partie du Club van 100.

## Biographie
Il commence par jouer dans le grand club néerlandais de la capitale de l'Ajax Amsterdam de 1929 à 1938, puis rejoint l'HEDW avant de partir finir sa carrière au Wilhelmina.
En international, il est convoqué avec l'équipe des Pays-Bas de football pour participer à la coupe du monde 1934 en Italie. 